# 레드 (희곡)
레드(Red)는 미국의 작가 존 로건이 러시아 출신의 추상표현주의의 거장 마크 로스코의 삶을 다룬 작품으로 2009년 12월 런던 돈마 웨어하우스 극장에서 초연 되었다. 오리지널 작품 제작에는 마이클 그랜디지 감독이 맡아, 알프리드 몰리나가 로스코 역할을 에디 레드메인이 그의 조수 켄 역할에 캐스팅 되었다. 영국에서 성공을 거둔 이 작품은 2010년 3월 11일부터 6월 27일까지 미국 뉴욕 브로드웨이의 존 골든 극장에서 공연 되었다.
2010년 토니상 최우수 작품상을 포함해, 감독상, 조명상, 음향상, 무대 디자인상 등 을 6개 부분의 수상의 쾌거를 이뤘다. 또한 레드메인은 남우조연상을 수상했다.